# 坂本一亀
坂本 一亀（さかもと かずき、1921年12月8日 - 2002年9月28日）は、日本の編集者。坂本龍一の父。

## 来歴・人物
福岡県甘木市（現：朝倉市）生まれ。愛称は「ワンカメさん」。
旧制福岡県立朝倉中学校を卒業後、上京。1943年に学徒出陣により、日本大学法文学部文学科（国文学専攻）を繰上卒業し入隊。佐賀と満洲の通信隊にいたとされる。福岡県筑紫野の通信基地で敗戦を迎え、3ヵ月後に復員。故郷に帰り、近所の鋳物工場でなどで働く。文学書に読み耽りながら『朝倉文学』という小さな同人誌をやっていたところ、甘木に療養に来ていた元河出書房社員の眼にとまったのがきっかけとなり、1947年1月同社に入社。同年7月、編集部に移り『ドストエフスキー全集』の訳者米川正夫の担当となる。同月、伊藤整、瀬沼茂樹、平野謙の三人を揃えて文芸評論全集を企画。以後、野間宏『真空地帯』、椎名麟三『赤い孤独者』、三島由紀夫『仮面の告白』、島尾敏雄『贋学生』、高橋和巳『悲の器』、水上勉『霧と影』など戦後文学の名作を次々と手がけ、純文学編集者として名を馳せた。小田実は1950年代に河出書房から2冊の小説を出版していたが売れなかった。その後、米国旅行から帰った小田は2千枚の小説を河出に持ち込んだ。坂本は「小説より旅行談のほうが面白い。それを3百枚ほどに書いてみたら」と言い、「旅行記なんか」と当初ばかにしていた小田だったが、9百枚で書き、たちまちベストセラーになったのが『何でも見てやろう』だった。
1957年、河出書房は倒産し同年5月河出書房新社が設立。坂本は残務整理にあたる再建要員として残された。1962年から1964年まで雑誌『文藝』の編集長。1978年に退社、構想社を設立した2002年9月28日に死去。80歳没。

## 家族
- 父親の坂本昌太郎は甘木の料亭「料理坂本」の長男で、店で働いていたタカと結婚し、長男の一亀をはじめ6人の子を儲けた[2]。素人歌舞伎を嗜み、趣味が高じて「甘木劇場」を経営するも劇場内の喧嘩で死者が出たことから経営から身を引き、福岡の生命保険会社に転職、外回りの営業中に知り合った女性と暮らし始めため、タカは一人で子供たちを育てた[2]。
- 妻の敬子（大阪府立夕陽丘高等女学校出身）は共保生命保険取締役だった下村彌一の長女で、一亀の父昌太郎が下村の部下になったことから知り合った[2]。
- 音楽家の坂本龍一は長男（一人っ子）で、一亀のことをインタビューなどで語っている（下記の評伝も龍一の発案）。孫の坂本美雨も歌手として活動している。

## 評伝
- 田邊園子 『伝説の編集者 坂本一亀とその時代』 作品社、2003年6月／河出文庫、2018年4月